# Franz Gotthard von Schaffgotsch
Franz Gotthard Joseph von Schaffgotsch (* 11. Mai 1816 in Prag; † 29. November 1864 in Berlin) war ein deutscher Chemiker, Mineraloge und Physiker.

## Leben
Franz Gotthard von Schaffgotsch entstammte dem Adelsgeschlecht Schaffgotsch. Er war ein Sohn von Leopold Gotthard Karl Borromäus Johann Graf Schaffgotsch gen. Semperfrei von und zu Kynast und Greiffenstein (* 2. November 1764; † 24. Januar 1834) und seiner Ehefrau Johanna Nepomucena, geborene Gräfin von Wurmbrand-Stuppach (* 4. Januar 1774; † 28. Juli 1834).
Er studierte an der Universität Berlin Naturwissenschaften und wurde später auch in Berlin zum Dr. phil. promoviert.
Franz Gotthard von Schaffgotsch forschte vorwiegend zu chemischen und physikalischen Fragestellungen und veröffentlichte seine Erkenntnisse ab 1836 regelmäßig in den Annalen der Physik und Chemie.
1844 wurde er außerordentliches und 1859 ordentliches Mitglied der Gesellschaft Naturforschender Freunde zu Berlin.
Am 20. Januar 1858 wurde Franz Gotthard Joseph von Schaffgotsch mit dem akademischen Beinamen Savart  als Mitglied (Matrikel-Nr. 1849) in die Deutsche Akademie der Naturforscher Leopoldina aufgenommen.

## Schriften
- Untersuchungen eines Jamenosits von Estramadura. In: Annalen der Physik und Chemie, 38, Barth, Leipzig 1836, S. 403–407; Textarchiv – Internet Archive.
- Ueber Elsenoxydnatron und Thonerdenatron. In: Annalen der Physik und Chemie, 43, Barth, Leipzig 1838, S. 117–125; Textarchiv – Internet Archive.
- Ueber die Isomorphie zwischen manchen kohlensauren und salpetersauren Salzen. In: Annalen der Physik und Chemie, 48, Barth, Leipzig 1839, S. 335–343; Textarchiv – Internet Archive.
- Beiträge zur Kenntniß der Beryllerde. In: Annalen der Physik und Chemie, 50, Barth, Leipzig 1840, S. 183–188 Digitalisat
- Ueber die Zusammensetzung des Magnetkieses. In: Annalen der Physik und Chemie, 50, Barth, Leipzig 1840, S. 533–540 Digitalisat
- Ueber die Zusammensetzung des Wolframs. In: Annalen der Physik und Chemie, 52, Barth, Leipzig 1841, S. 475–483 Digitalisat
- Ueber einige Apparate für subjective Farbenerscheinungen. In: Annalen der Physik und Chemie, 54, Barth, Leipzig 1841, S. 193–201 Digitalisat
- Ueber die Anwendung des Boraxglases zur quantitativen Analyse. In: Annalen der Physik und Chemie, 57, Barth, Leipzig 1842, S. 263–267 Digitalisat
- Analyse des Seignette-Salzes. In: Annalen der Physik und Chemie, 57, Barth, Leipzig 1842, S. 485–489 Digitalisat
- Ueber das specifische Gewicht der Kieselerde. In: Annalen der Physik und Chemie, 68, Barth, Leipzig 1846, S. 147–158 Digitalisat
- Ueber das specifische Gewicht des Selens. In: Annalen der Physik und Chemie, 90, Barth, Leipzig 1853, S. 66–82 Digitalisat
- Eine acustische Beobachtung. In: Annalen der Physik und Chemie, 100, Barth, Leipzig 1857, S. 252–82 Digitalisat
- Ueber eine Erscheinung bei plötzlich oder schwach geändertem Luftdruck.  In: Annalen der Physik und Chemie, 100, Barth, Leipzig 1857, S. 650–651 Digitalisat
- Akustische Beobachtungen. In: Annalen der Physik und Chemie, 101, Barth, Leipzig 1857, S. 471–487 Digitalisat
- Ueber zwei ausgezeichnete Beispiele von Schmelzpunct-Erniedrigungen. In: Annalen der Physik und Chemie, 102, Barth, Leipzig 1857, S. 293–307 Digitalisat
- Der Tonflammenapparat. In: Annalen der Physik und Chemie, 102, Barth, Leipzig 1857, S. 627–629 Digitalisat
- Ein Vorschlag zur Scheidung der Talkerde vom Natron und von Kalk. In: Annalen der Physik und Chemie, 104, Barth, Leipzig 1858, S. 482–489 Digitalisat
- Ueber die Trennung der Talkerde von Lithion. In: Annalen der Physik und Chemie, 106, Barth, Leipzig 1859, S. 294–296 Digitalisat
- Ueber die Bestimmung freier Borsäure und die Flüchtigkeit dieser Säure. In: Annalen der Physik und Chemie, 107, Barth, Leipzig 1859, S. 427–432 Digitalisat
- Bestimmung freier Salpetersäure. In: Annalen der Physik und Chemie, 108, Barth, Leipzig 1859, S. 64–69 Digitalisat
- Tafel zur Zurückführung der Eigenschwere fester Körper auf 17 1/2 °C., nach Stampfer. In: Annalen der Physik und Chemie, 109, Barth, Leipzig 1860 S. 544 Digitalisat
- Die Eigenschwere der 13 nützlichsten Metalle. Buntdrucktafel, Berlin 1860
- Analyse ohne Waage. In: Annalen der Physik und Chemie, 112, Barth, Leipzig 1861, S. 615–618 Digitalisat
- Ueber den Pariser Edelstein „Rubasse“. In: Polytechnisches Journal, 159, 1861, S. 77–78 Digitalisat